# Komet LINEAR 17
Komet LINEAR 17 ali 217P/LINEAR je periodični komet z obhodno dobo okoli 7,8 let.

 Komet pripada Jupitrovi družini kometov. Spada tudi med blizuzemeljska telesa (NEO) .

## Odkritje
Komet so odkrili 21. junija 2001 v programu LINEAR (Lincoln Near-Earth Asteroid Research).

## Lastnosti
Ob odkritju je imel magnitudo 17,6. Leta 2009 je imel magnitudo 18,2 .